# Periódico

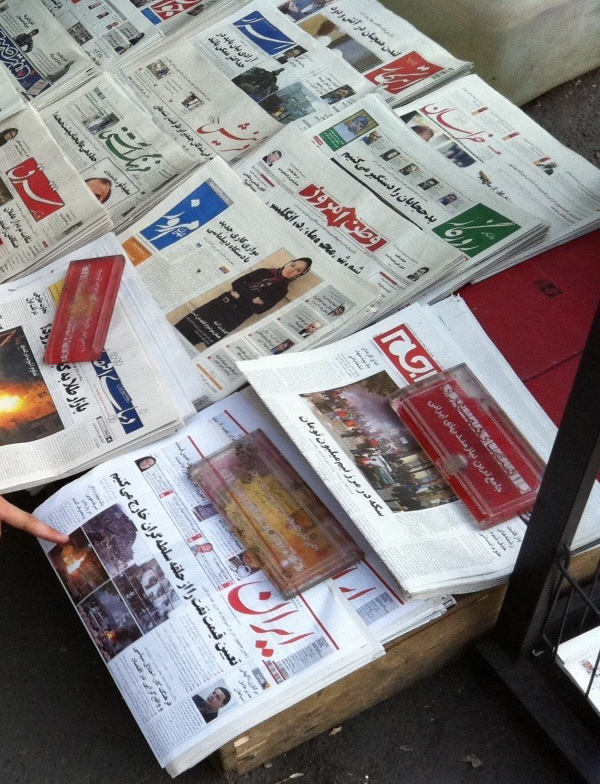
Periódicos en persa, puestos a la venta. Teherán, Irán.

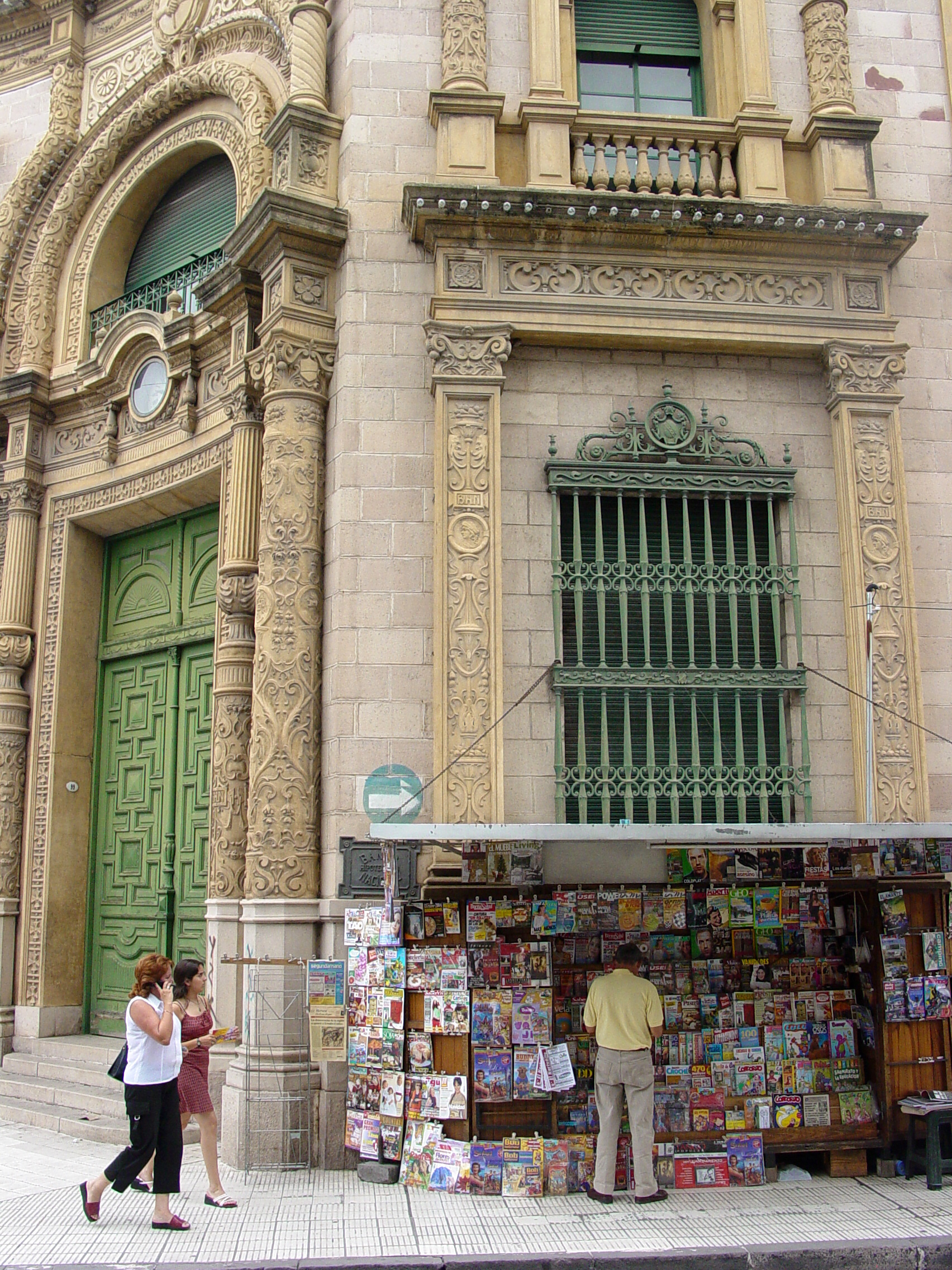
Quiosco de periódicos en Salta (Argentina).

Un periódico o diario es un documento que presenta en orden cronológico o temático de un cierto número de información y comentarios sobre sucesos ocurridos o previsibles durante un período dado (generalmente una jornada o una sucesión de jornadas, de ahí precisamente viene el nombre de diario). Por extensión, un diario también designa una publicación (impresa) que agrupa y presenta cierto número de artículos sobre los sucesos de cada día.

## Historia
En el origen, se entendía por diario un registro de los eventos o sucesos más importantes en la vida de una persona (diario íntimo), o un registro de incidentes y novedades (diario de a bordo o cuaderno de bitácora) por ejemplo, el oportunamente escrito por Cristóbal Colón en su primer viaje a América. Y uno de los ejemplos más representativos y antiguos es el Journal d'un bourgeois de Paris (Diario de un burgués de París), en su momento llevado por un parisino entre 1405 y 1431, y luego continuado por otro hasta 1449.
Los primeros periódicos de actualidades (escritos) también se presentaron en forma cronológica, aunque pronto se evolucionó hacia una forma más sintética y práctica, clasificando los sucesos por temas y rúbricas.
Precisamente de esta mejorada forma de presentación y ordenamiento es que surge el concepto de periódico en su acepción más moderna, como soporte en papel conteniendo informaciones y datos correspondientes a un cierto período, y sustituyendo así a los términos gaceta y gacetilla en una parte de los usos.
A partir del siglo XVII el periodismo comienza a madurar, con el desarrollo de varias especialidades: político, informativo, cultural, y mundano.
El primer periódico impreso conocido se llama Strassburger Relation, y apareció precisamente en Estrasburgo hacia 1605. El periódico sueco Post- och Inrikes Tidningar o POIT, cuyo nombre equivale a Boletín de informaciones nacionales, es un periódico también muy antiguo, fundado en 1645 por la reina Cristina de Suecia; y precisamente en el año 2006 este órgano de prensa sin duda era el más longevo del mundo, aunque en enero de 2007, la versión papel del mismo se discontinuó, desplazada por una única versión web (la última edición-papel de este título estuvo datada 29 de diciembre de 2006).
En Francia, el periódico más longevo fue La Gazette de France, fundado por Théophraste Renaudot, y publicado en París entre el 20 de mayo de 1631 y el 30 de septiembre de 1915.
A lo largo del siglo XVIII surge el periodismo diario. El primero de este tipo fue el Daily Courant (1702-1735), que introdujo la publicidad en sus ediciones; y el segundo con salidas diarias fue el Diario Noticioso (Madrid, 1758). Sin embargo, la periodicidad diaria no sería afirmada hasta comienzos del siglo XIX.
Con la industrialización de la prensa escrita, fueron fundados los grandes títulos de la prensa de hoy día, y el vocablo periódico se afirmó en su uso, designando a la vez el soporte físico de la información (el periódico en papel prensa) así como la organización, sociedad o institución que lo edita; este tipo de entidades emplea periodistas y reporteros, que son quienes elaboran los contenidos que luego son difundidos.
La manera de presentación de la información con una orientación sistemática y temática de los periódicos, rápidamente fue emulada por otros medios de comunicación: la radio, y luego la televisión, aunque en estos casos, la emisión de noticias y actualidades transmitidas por un presentador, tomó el nombre de informativo o noticiero o noticiario o radioinformativo o teleinformativo o telediario o teleperiódico.
El primer informativo televisado en Francia fue difundido en 1949 por la R.T.F. (Radiodifusión y Televisión Francesa), luego convertida en la O.R.T.F. (Office de radiodiffusion-télévision française).

## Antecedentes
Los periódicos suelen publicarse a diario o semanalmente. Las «revistas de noticias» también son semanales, pero tienen un formato de revista. Los periódicos de interés general suelen publicar artículos de noticias y artículos de fondo sobre noticias nacionales e internacionales, así como noticias locales. Las noticias incluyen acontecimientos y personalidades políticas, negocios y finanzas, crimen, clima y desastres naturales; salud y medicina, ciencia, e informática y tecnología, deportes y entretenimiento, sociedad, comida y cocina, ropa y moda del hogar, y artes.
Normalmente, el periódico se divide en secciones para cada uno de esos grupos principales (etiquetadas como A, B, C, etc., con prefijos de paginación que dan lugar a los números de página A1-A20, B1-B20, C1-C20, etc.). La mayoría de los periódicos tradicionales cuentan también con una página editorial que contiene editoriales escritos por un editor (o por el consejo editorial del periódico) y que expresan una opinión sobre un tema público, artículos de opinión llamados "op-eds" escritos por escritores invitados (que suelen estar en la misma sección que el editorial), y columnas que expresan las opiniones personales de los columnistas, y que suelen ofrecer análisis y síntesis que intentan traducir los datos brutos de las noticias en información que diga al lector "lo que significa todo" y le persuada a coincidir. Los periódicos también incluyen artículos que no tienen titular; estos artículos están escritos por redactores de plantilla.
En los periódicos se ha publicado una gran variedad de material. Además de las noticias, la información y las opiniones ya mencionadas, incluyen previsiones meteorológicas; críticas y reseñas de las artes (incluyendo literatura, cine, televisión, teatro, bellas artes y arquitectura) y de servicios locales como restaurantes; obituarios, avisos de nacimiento y anuncios de graduación; artículos de entretenimiento como crucigramas, horóscopos, caricaturas y tiras cómicas; consejos, alimentos y otras columnas; y listas de radio y televisión (horarios de programas). A partir de 2017, los periódicos también pueden ofrecer información sobre nuevas películas y programas de televisión disponibles en servicios de  vídeo en streaming como Netflix. Los periódicos tienen secciones de anuncios clasificados en las que las personas y las empresas pueden comprar pequeños anuncios para vender bienes o servicios; a partir de 2013, el enorme aumento de los sitios web de Internet para la venta de bienes, como Craigslist y eBay ha hecho que los periódicos vendan muchos menos anuncios clasificados.
La mayoría de los periódicos son empresas, y pagan sus gastos con una mezcla de ingresos de suscripción, ventas en quioscos, e ingresos por publicidad (otras empresas o individuos pagan por colocar anuncios en las páginas, incluyendo anuncios en pantalla, anuncios clasificados, y sus equivalentes en línea). Algunos periódicos están dirigidos por el gobierno o, al menos, financiados por él; su dependencia de los ingresos publicitarios y su rentabilidad son menos importantes para su supervivencia. Por lo tanto, la independencia editorial de un periódico siempre está sujeta a los intereses de alguien, ya sean los propietarios, los anunciantes o un gobierno. Algunos periódicos con gran independencia editorial, alta calidad periodística y gran tirada son considerados newspapers of record.
Muchos periódicos, además de emplear a periodistas en sus propias nóminas, también se suscriben a agencias de noticias (wire services) (como Associated Press, Reuters o Agence France-Presse), que emplean a periodistas para encontrar, reunir y reportar las noticias, para luego vender el contenido a los distintos periódicos. Es una forma de evitar la duplicación de los gastos de información en todo el mundo. Hacia 2005, había aproximadamente 6.580 cabeceras de periódicos en el mundo que vendían 395  millones de ejemplares impresos al día (en Estados Unidos, 1.450 cabeceras que vendían 55  millones de ejemplares). La finales de la década de 2000-principios de la de 2010, combinada con el rápido crecimiento de las alternativas gratuitas en la web, ha contribuido a provocar un descenso de la publicidad y la circulación, ya que muchos periódicos tuvieron que reducir sus operaciones para frenar las pérdidas. Los ingresos anuales en todo el mundo se acercaron a los 100 000 millones de dólares en 2005-7, y luego se desplomaron durante la crisis financiera mundial de 2008-9. En 2016, los ingresos cayeron a sólo 53 000 millones de dólares, lo que perjudicó a todos los grandes editores, ya que sus esfuerzos por obtener ingresos en línea no alcanzaron el objetivo.
El descenso de los ingresos publicitarios afectó tanto a los medios impresos como a los online, así como a todos los demás medios; la publicidad impresa fue en su día lucrativa, pero ha disminuido mucho, y los precios de la publicidad online suelen ser más bajos que los de sus precursores impresos. Además de remodelar la publicidad, internet (especialmente la web) también ha desafiado los modelos de negocio de la era de la prensa escrita al crowdsourcing tanto la publicación en general (compartir información con otros) como, más concretamente, el periodismo (el trabajo de búsqueda, recopilación y presentación de las noticias). Además, el auge de los agregadores de noticias, que agrupan artículos enlazados de muchos periódicos en línea y otras fuentes, influye en el flujo de tráfico web. El aumento de los muros de pago de los periódicos en línea puede contrarrestar estos efectos. El periódico más antiguo que se sigue publicando es el Ordinari Post Tijdender, fundado en Estocolmo en 1645.

## Construcción de un periódico de actualidades

### Selección de artículos
Contenidos: Selección de noticias (medios orales, medios escritos).
En esta sección se detalla particularmente lo que pasa en líneas generales, lo aquí presentado tiene validez también para otros países.
La redacción de un órgano de prensa reagrupa a todos los periodistas que participarán en la creación de la próxima edición, y está dirigida por un redactor jefe, cuyo rol es definir la orientación del periódico, establecer la agenda del día, de la semana, o del mes (según corresponda), y fijar en definitiva el número y la temática de los artículos que serán publicados en el periódico o en el magacín.
El redactor jefe es apoyado y respaldado por uno o varios adjuntos, que pueden ser responsables de una rúbrica o de un servicio (internacional, sociedad, deporte, cultura, política).
Una conferencia de redacción es una reunión durante la cual los periodistas se reúnen para intercambiar ideas sobre lo que es o será importante, lo que ameritará, para cada asunto, la inclusión de uno o varios artículos en el contenido a editar. En ocasiones, los asistentes a estas reuniones debaten, a veces en forma enfática o acalorada, lo que finalmente permite una buena selección, y una sana circulación de ideas en el seno de la redacción. Como conclusión o resultado, las temáticas y las orientaciones son bien definidas, así como los formatos (entrevista, reportaje, investigación, editorial, etc.).
En un diario, los temas cambian en función de la actualidad o de aquello que los periodistas recogen durante sus trabajos de campo. Alcanzada una determinada hora, la edición debe ser cerrada (en el caso de un periódico que se imprime en la madrugada, el cierre deberá ser entre las 20:00 y las 23:00 horas). Todos los periodistas deben respetar estos plazos (o sea, lo que se llama el deadline en la jerga inglesa), y deben entregar sus artículos en hora oportuna.
Las versiones entregadas de esos artículos son enviadas al secretario de redacción, quien es un periodista usualmente elegido entre los propios redactores o los reporteros; el trabajo específico de este secretario de redacción es de leer y verificar los artículos que le van llegando, corrigiendo alguna cosa si correspondiera, y definiendo la titulación o encabezado (título, subtítulo, antecedente del título, titulación de destaque, etc.), adaptando contenidos de artículos y titulaciones a los imperativos de la maqueta o estructura del espacio disponible, a efectos de así asegurar una buena presentación.
Una vez que todos los artículos fueron corregidos y formateados, el secretario de redacción participa en las correcciones y arreglos finales. Cuando todos los espacios hayan sido controlados y validados por el redactor-jefe o el secretario general de la redacción (SGR), el trabajo se da por concluido, y todo se pasa a la imprenta para la correspondiente impresión.

## Formatos
- Formato grande o broadsheet: 575 X 410 mm

Ejemplos: The Washington Post, The New York Times, Frankfurter Allgemeine Zeitung, Die Welt, Süddeutsche Zeitung, Corriere della Sera, L'Équipe, La Nación, El Mercurio, etc.
- Formato belga:  520 X 365 mm, o Corte 50 (500 X 370 mm)

Ejemplos: Le Progrès, Het Laatste Nieuws, De Morgen, etc.
- Formato berlinés: 470 X 320 mm

Ejemplos: Le Figaro, Le Monde, Les Échos, Le Soir, Le Temps, etc.
- Formato tabloide (A3): 410 X 290 mm (o 374 X 289)

Ejemplos: The Times, France Soir, Aujourd'hui en France / Le Parisien, La Tribune, Metro, Het Nieuwsblad, De Standaard, Clarín, etc.
- Demi-tabloide o Demi-berlinés (A4): 290 X 210 mm

Ejemplos: 20 minutes, Le Matin

## Diarios (cotidianos)

### En Francia
El primer periódico diario en francés, Journal de Paris, fue fundado por Marcel Bourdoncle y Hugues Fores, y apareció (surgió) en 1777.
Numerosos cotidianos vieron la luz en el siglo XX, como La Victoire en Toulouse (dirigido por Pierre Dumas) o Combat, aunque, por su parte, Le Matin de Paris y L'Aurore fueron discontinuados en ese tiempo.
Cotidianos gratuitos financiados por la publicidad, y distribuidos en la calle, en el metro, en los espacios públicos, surgieron fundamentalmente en los últimos años, como 20 minutes, Metro, Direct Soir, Direct Matin, etc., aunque actualmente solo Metro es rentable.
En Francia, la distribución de cotidianos pagos es vehiculizada en su mayoría por Presstalis y la red de librerías, así como por suscripción. Entre estos periódicos, se distinguen dos categorías según su zona de difusión.

#### Prensa cotidiana francesa (de difusión nacional)
- Ejemplos de cotidianos nacionales pagos: Le Figaro, Libération, Le Monde, L'Équipe, L'Humanité, La Croix.

Los problemas económicos afectan a todos los títulos de la prensa cotidiana, la que cada vez más es controlada por grandes grupos financieros (Grupo Dassault, Grupo Amaury, etc.).

#### Prensa cotidiana regional y local en Francia
- Los cotidianos de provincia son llamados cotidianos regionales cuando tienen una difusión regional, y son llamados cotidianos locales cuando esta difusión está menos extendida.
- Ejemplos de cotidianos de provincia: Ouest-France, Le Parisien, Le Progrès, La Voix du Nord, La Montagne, Midi-Libre, Sud Ouest, La Marseillaise, Les Dernières Nouvelles d'Alsace, L'Est Républicain, Le Républicain Lorrain, Le Journal de la Haute-Marne, L'Yonne Républicaine.
- Una quincena de títulos regionales pertenecen al Groupo Hersant.

En varias regiones, los títulos que dominan la prensa regional están en situación casi monopólica, lo que plantea el problema de la calidad y de la pluralidad de la información.

### En Suiza
- L'Express, publicado en Neuchâtel desde el 2 de octubre de 1738, es el periódico más antiguo en el mundo, en lengua francesa.
- Le Temps, editado en Ginebra, es el único diario generalista francófono de alcance nacional en Suiza.
- L'Agefi, publicado en Lausanne desde 1950, es el cotidiano suizo de referencia, en lengua francesa, en temas de economía y finanzas.

### En Quebec
En buena medida, Quebec está habitada mayoritariamente por francófonos, aunque también hay una importante población anglófona (en 2001, aproximadamente 600.000 personas tenían allí al inglés como lengua materna). Por otra parte, hay más de 300 millones de anglófonos en América del Norte. Y además, al interior de esta provincia canadiense, también existen varias comunidades étnicas que desean tener noticias de sus respectivos países de origen. En consecuencia, los periódicos francófonos y anglófonos están en los revisteros y en los quioscos, pero la prensa en otras varias lenguas también tiene allí su nicho.
En Quebec, la concentración de la prensa en pocas manos ha favorecido el surgimiento de algunos periódicos de amplia difusión. No obstante, los periódicos regionales no han desaparecido, y con frecuencia, artículos incluidos en un periódico regional puede que también se difundan en otro título de prensa perteneciente al mismo grupo, maximizando así la rentabilidad del negocio.
En tren de análisis, puede señalarse que existen en Quebec varias categorías en cuanto a la prensa que allí circula: internacional, nacional, provincial, regional y local.
- Prensa cotidiana internacional.
  - Esencialmente anglófona. Estos periódicos principalmente provienen de Estados Unidos, y los más importantes son: The Washington Post, The New York Times y USA Today. Dada la naturaleza privilegiada de las relaciones entre Francia y Quebec, también algunos diarios franceses circulan en este nicho, especialmente Le Monde.

- Prensa cotidiana nacional.
  - La prensa anglófona domina este mercado: National Post, Toronto Star, Toronto Sun, Financial Post, etc.

- Prensa cotidiana provincial.
  - Como podría presuponerse, la prensa francófona se impone en este mercado: la Presse y le Devoir, pero también corresponde mencionar el cotidiano anglófono The Gazette.

- Prensa cotidiana regional.
  - La prensa francófona también domina este mercado: la Tribune de Sherbrooke, le Droit, le Soleil, le Journal de Québec y le Journal de Montréal.

- Prensa cotidiana local.
  - Aunque la prensa francófona circula bien en este nivel, también lo hacen diarios y revistas orientados específicamente a las diferentes etnias.

### En Argelia
Argelia tiene unos cuantos periódicos tanto en lengua francesa como en lengua árabe, y allí, la mayoría de los órganos de prensa son privados. Obviamente, los periódicos argelinos se distribuyen tanto en forma impresa como en formato electrónico.
Algérie Presse Service, la agencia de prensa nacional argelina, existe desde el 1 de diciembre de 1961.

## Circulación y lectores
La cantidad de copias distribuidas, ya sea en un día promedio o en días particulares (típicamente los domingos), se denomina circulación del periódico y es uno de los principales factores que se utilizan para establecer las tarifas publicitarias. La circulación no es necesariamente la misma que las copias vendidas, ya que algunas copias o periódicos se distribuyen sin costo. Las cifras de lectores pueden ser superiores a las de circulación porque muchas copias son leídas por más de una persona, aunque esto se compensa con la cantidad de copias distribuidas pero no leídas (especialmente las distribuidas gratuitamente). En los Estados Unidos, Alliance for Audited Media mantiene datos históricos y actuales sobre la circulación promedio de periódicos diarios y semanales y otras publicaciones periódicas.
Según el Libro Guinness de los Récords, la circulación diaria del periódico soviético Trud superó los 21 500 000 en 1990, mientras que el semanario soviético Argumenty i Fakty contaba con una circulación de 33 500 000 en 1991. Según datos de las Naciones Unidas de 1995, Japón tiene tres diarios: el Yomiuri Shimbun, Asahi Shimbun y Mainichi Shimbun, con circulaciones muy superiores a los 5,5 millones. El Bild de Alemania , con una circulación de 3,8 millones, fue el único otro periódico en esa categoría. En el Reino Unido, The Sun es el más vendido, con alrededor de 3,24 millones de copias distribuidas diariamente. En los EE. UU., The Wall Street Journal tiene una circulación diaria de aproximadamente 2,02 millones, lo que lo convierte en el periódico de mayor distribución en el país.
Si bien el número de lectores pagados de periódicos impresos ha ido disminuyendo constantemente en las naciones desarrolladas de la OCDE, ha aumentado en las principales naciones en desarrollo (Brasil, India, Indonesia, China y Sudáfrica), cuya circulación diaria pagada superó la de las naciones desarrolladas para el por primera vez en 2008. En India, The Times of India es el periódico inglés de mayor circulación, con 3,14 millones de copias diarias. Según la Encuesta de lectores de la India de 2009, el Dainik Jagran es el periódico en idioma local (hindi) más leído, con 55,7 millones de lectores. Según Tom Standage de The Economist, India tiene actualmente una circulación diaria de 110 millones de copias.
Una medida común de la salud de un periódico es la penetración de mercado, expresada como un porcentaje de hogares que reciben una copia del periódico frente al número total de hogares en el área de mercado del periódico. En la década de 1920, a nivel nacional en los EE. UU., Los periódicos diarios lograron una penetración de mercado del 123 por ciento (lo que significa que el hogar estadounidense promedio recibió 1.23 periódicos). A medida que otros medios comenzaron a competir con los periódicos y la impresión se hizo más fácil y menos costosa dando lugar a una mayor diversidad de publicaciones, la penetración del mercado comenzó a declinar. Sin embargo, no fue hasta principios de la década de 1970 que la penetración del mercado cayó por debajo del 100 por ciento. En 2000, era del 53 por ciento y seguía cayendo. Muchos periódicos de pago ofrecen una variedad de planes de suscripción. Por ejemplo, alguien podría querer solo un periódico dominical, solo el fin de semana, auscripción semanal o quizás una suscripción diaria. La mayoría de los periódicos ofrecen parte o la totalidad de su contenido en Internet, ya sea de forma gratuita o mediante el pago de una tarifa. En algunos casos, el acceso gratuito está disponible solo durante unos días o semanas o para un cierto número de artículos vistos, después de lo cual los lectores deben registrarse y proporcionar datos personales. En otros casos, se proporcionan archivos gratuitos.

## Recortes de periódicos (recortes de prensa)
A efectos de estudiar una determinada temática, o con fines de promoción o protección de un político o científico o artista, o simplemente con fines de archivo y por cualquier posible necesidad, es usual que se recorten de periódicos y revistas aquellos anuncios o artículos o entrevistas o editoriales que sean de interés para una determinada institución o para una persona o para un grupo, y hacer esto en un determinado período con, por ejemplo, una selección de las publicaciones periódicas de un determinado país.
Así se podrá obtener un muy buen archivo de recortes, que en caso de necesidad podrá ser consultado con relativa facilidad, para así poder realizar estudios comparativos, o para poder responder a una acusación o requerimiento puntual, o para poder desmentir tal o cual entredicho, etc.
Para personas públicas que deben cuidar su perfil, o para instituciones públicas o privadas de cierta relevancia, llevar al día un archivo como el indicado ciertamente es importante, porque así, por ejemplo, se podrá responder a requerimientos periodísticos con buena información a la vista, y sin tener que fiarse de la propia memoria o de fuentes informales.

## Galería de recortes de prensa

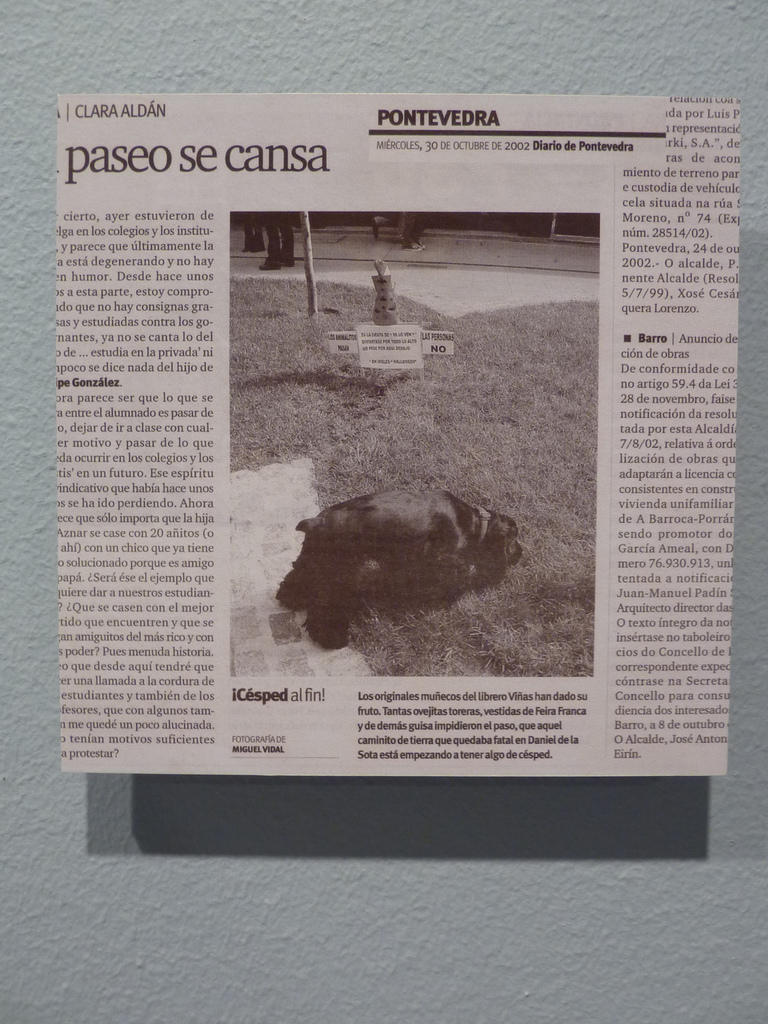
Sobre Pontevedra
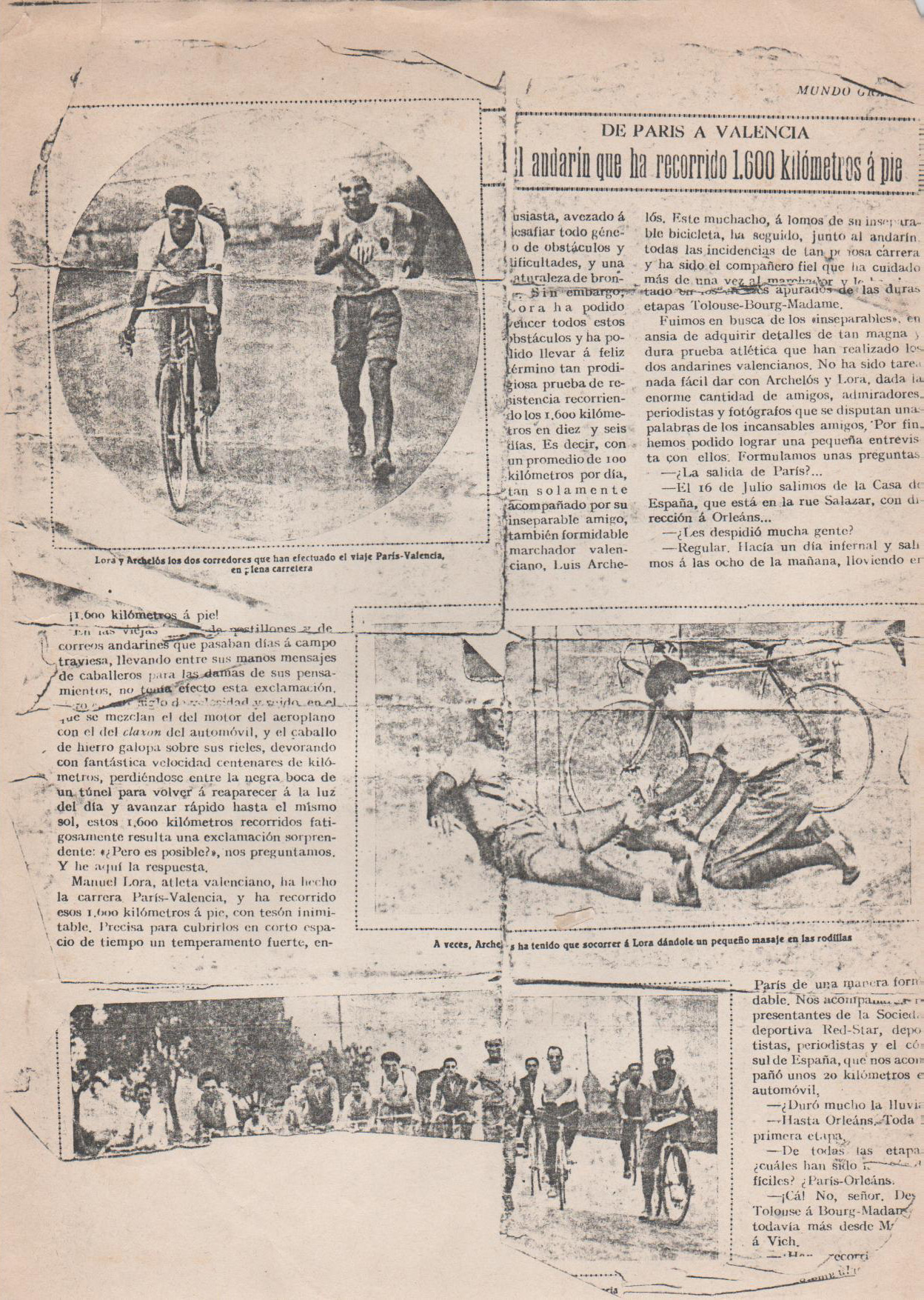
Sobre ciclismo
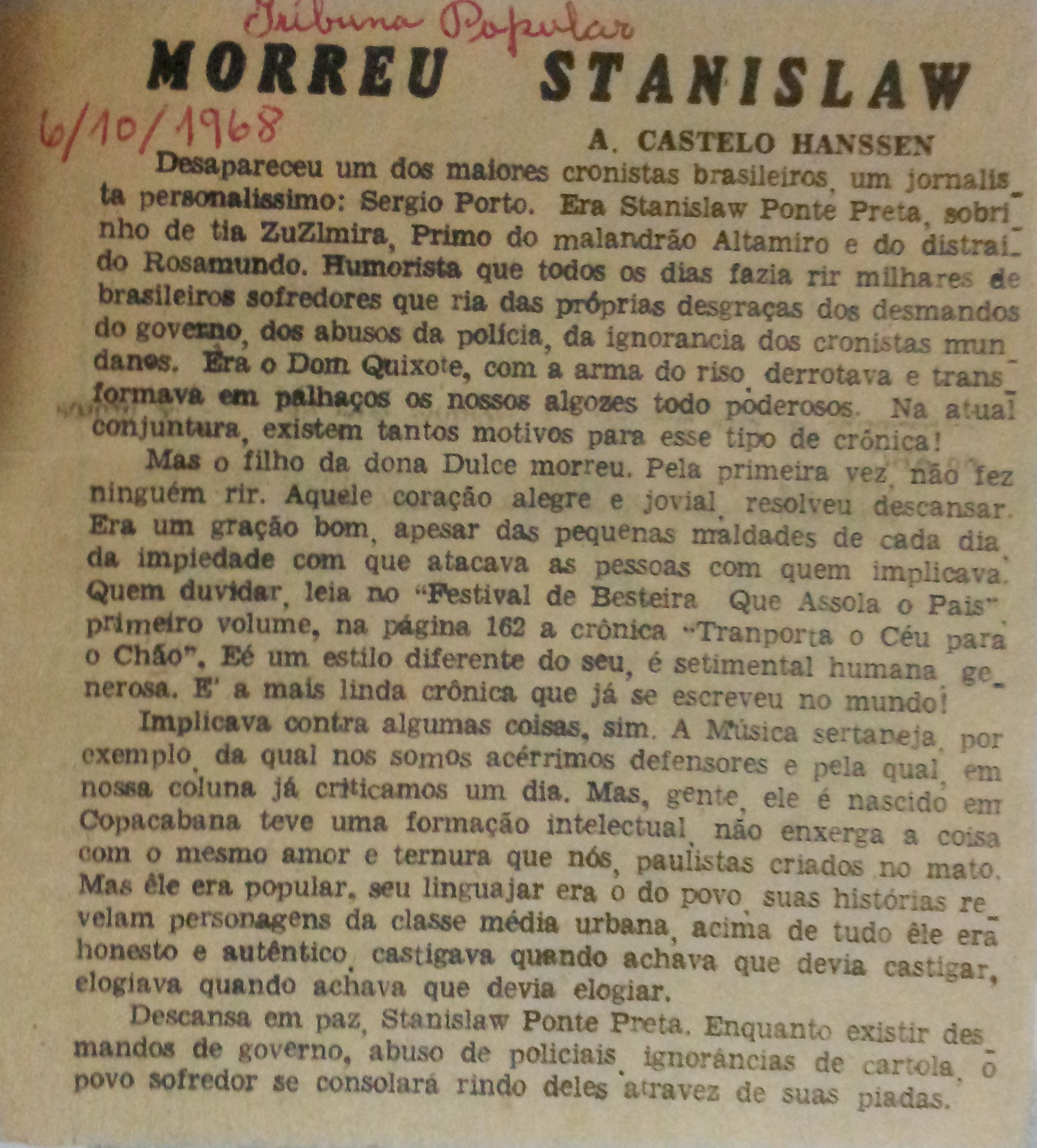
Sobre un fallecimiento
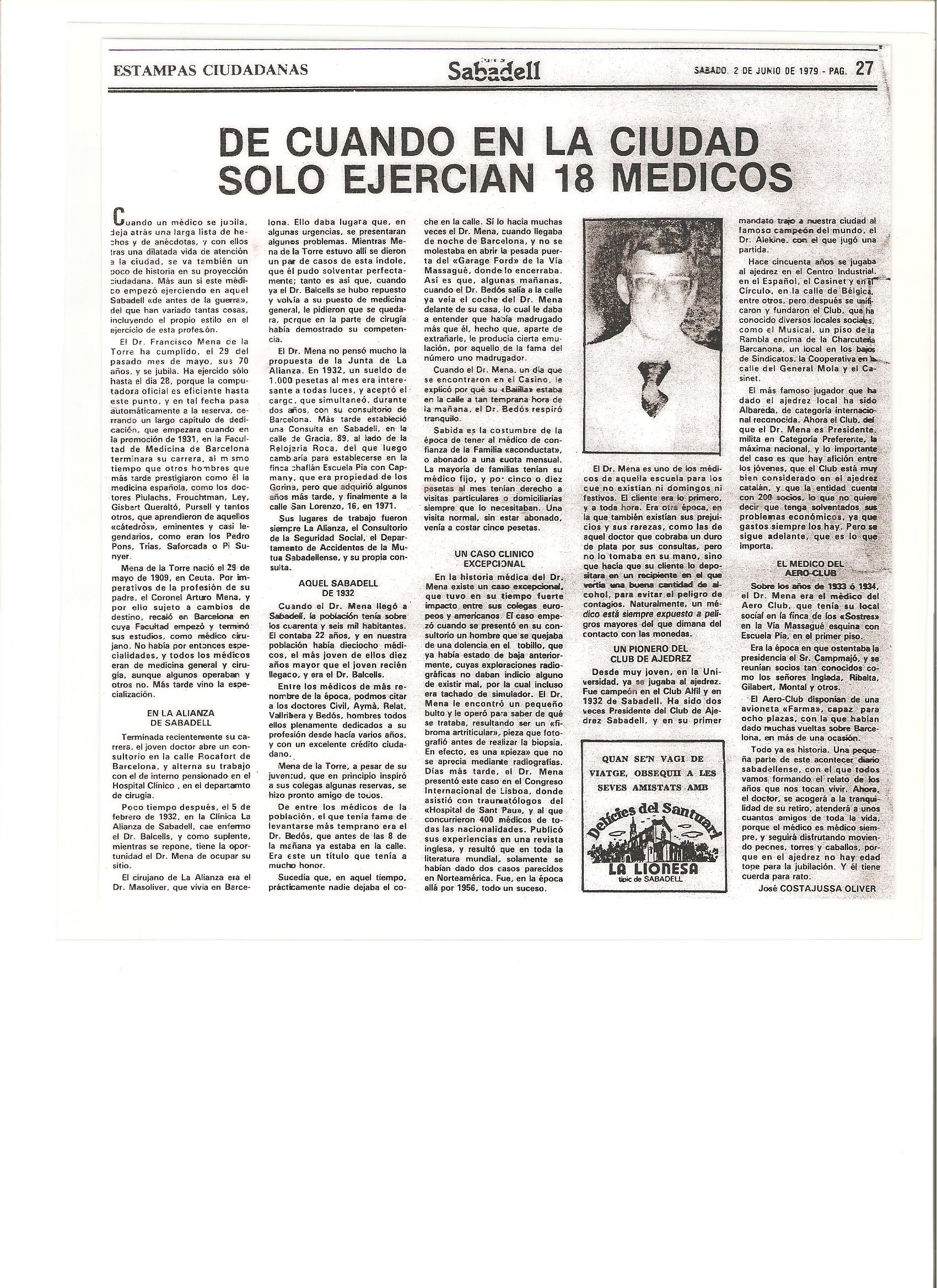
Sobre medicina
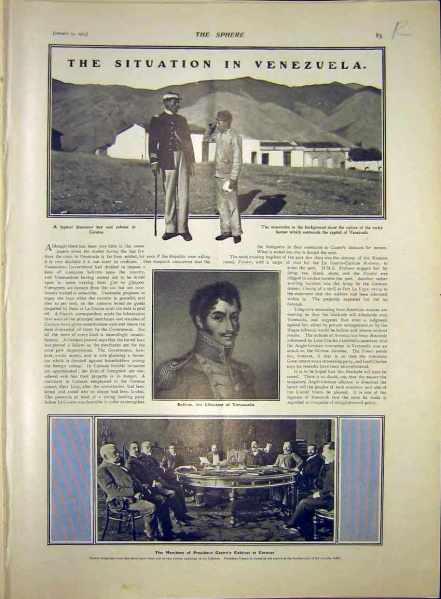
Sobre Venezuela